# Bertie Ahern

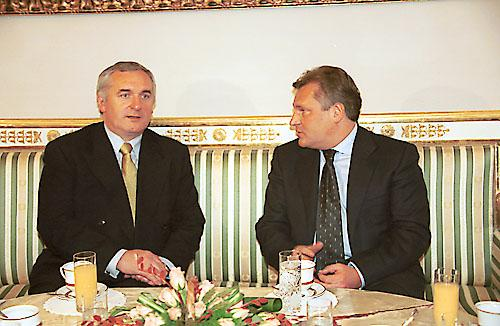
Bertie Ahern z prezydentem RP Aleksandrem Kwaśniewskim w Warszawie (2000)

Bertie Ahern, właśc. Patrick Bartholemew Ahern, irl. Pádraig Parthalán Ó hEachtairn (ur. 12 września 1951 w Dublinie) – irlandzki polityk, premier Irlandii (taoiseach) od 26 czerwca 1997 do 7 maja 2008, lider Fianna Fáil w latach 1994–2008, tánaiste w 1994, Teachta Dála od 1977 do 2011, minister w różnych resortach.

## Życiorys
Urodził się w dublińskiej dzielnicy Drumcondra. Jego ojciec był uczestnikiem irlandzkiej wojny o niepodległość oraz irlandzkiej wojny domowej, wspierając siły Éamona de Valery. Bertie Ahern ukończył szkołę St. Aidan’s CBS w Whitehall i College of Commerce w Rathmines w ramach Dublin Institute of Technology. W oficjalnej nocie biograficznej podawano, że ukończył również studia na University College Dublin, jednak wskazana uczelnia nie potwierdziła tej informacji. Pracował w branży księgowej.
Już jako nastolatek brał udział w kampaniach wyborczych Fianna Fáil. W 1977 po raz pierwszy uzyskał mandat posła do Dáil Éireann. Do niższej izby irlandzkiego parlamentu z powodzeniem ubiegał się o reelekcję w kolejnych wyborach w 1981, lutym 1982, listopadzie 1982, 1987, 1989, 1992, 1997, 2002 i 2007, zasiadając w niej nieprzerwanie do 2011. W latach 1979–1991 był jednocześnie radnym miejskim w Dublinie, w kadencji 1986–1987 sprawował urząd burmistrza.
W marcu 1982 został ministrem stanu (poza składem gabinetu) z funkcją government chief whip, którą pełnił do grudnia tegoż roku. W 1983 został wiceprzewodniczącym partii. Między 1987 a 1994 pełnił różne funkcje ministerialne u Charlesa Haugheya i Alberta Reynoldsa. W marcu 1987 został ministrem pracy. W listopadzie 1991 przeszedł na stanowisko ministra finansów, które zajmował do grudnia 1994. W styczniu 1993 był jednocześnie ministrem przemysłu i handlu, a od listopada do grudnia 1994 wicepremierem oraz ministrem kultury.
W 1994 w wyniku rozpadu koalicji rządzącej FF przeszła do opozycji. 19 listopada 1994 Berie Ahern został wybrany na nowego lidera partii. Kierowane przez niego ugrupowanie w 1997 wybrało wybory parlamentarne. Dzięki temu 26 czerwca 1997 mógł objąć urząd taoiseacha, stając się najmłodszym dotychczasowym premierem Irlandii. Partia zwyciężała także w kolejnych wyborach w 2002 i 2007, a jej lider tworzył dwa kolejne gabinety. We wszystkich trzech jego koalicjantem byli Progresywni Demokraci, w trzecim również Partia Zielonych. Jako premier brał udział w podpisaniu porozumienia wielkopiątkowego zmierzającego do rozwiązania konfliktu w Irlandii Północnej. W okresie jego urzędowania Irlandia w pierwszej połowie 2004 przewodniczyła Unii Europejskiej, w tym czasie m.in. przyjęto do UE 10 nowych krajów i uzgodniono kandydata Irlandii na stanowisko przewodniczącego Komisji Europejskiej.
W kwietniu 2008 ogłosił rezygnację ze stanowisk rządowych i partyjnych w związku wszczęciem dochodzenia dotyczącego działań korupcyjnych (z lat 90.). 7 maja 2008 nowym premierem i liderem Fianna Fáil został Brian Cowen. Były premier został objętym postępowaniem prowadzonym przez Mahon Tribunal, organ śledczy powołany przez parlament do zbadania przypadków korupcji politycznej. W raporcie końcowym z 2012 nie uznano go za winnego korupcji. Stwierdzono jednak, że przyjął i nie potrafił udokumentować pochodzenia znacznej sumy pieniężnej, składając w tym zakresie nieprawdziwe wyjaśnienia. W tym samym roku Bertie Ahern zrezygnował z członkostwa w partii. Powrócił do FF w 2023.

## Życie prywatne
W 1975 zawarł związek małżeński z Miriam Kelly, w 1992 małżonkowie ogłosili separację. Ma dwie córki: Cecelię i Georginę. Jego zięciem został piosenkarz Nicky Byrne. W działalność polityczną zaangażował się również jego brat Noel Ahern.